# Rich Mullins
Rich Mullins (Richmond, Montana, 21 de octubre de 1955 - Bloomington, 19 de septiembre de 1997) fue un cantante estadounidense y compositor de música cristiana contemporánea.
Mullins es especialmente conocido por su canción Awesome God ("Dios Maravilloso") que se ha convertido en un "clásico" de la música cristiana alrededor del mundo, y "Creed" (Credo) la cual es una composición musical del Credo de los Apóstoles. Sus canciones más destacadas se han recopilado en el álbum Songs.

## Biografía

### Comienzos
Mullins nació en Richmond, Indiana en una familia de agricultores de árboles. Su padre fue John Mullins, y su madre, Neva Mullins, quien era una cuáquera. Tenía dos hermanas y dos hermanos.
Mullins creció asistiendo Arba Friends Meeting, una iglesia cristiana en Lynn, Indiana. Fue bautizado cuando cursaba el 3.er grado de primaria. Durante su infancia, su bisabuela le estuvo enseñado a tocar himnos en armonía de cuatro partes. Posteriormente comenzó a estudiar piano clásico con un profesor cuáquero mientras cursaba aun la primaria.
En la década de los 70's, Mullins fue el pianista, compositor y cantante de un grupo llamado New Creations Choir, iniciado inicialmente por Tim y Bonnie Cummings. El coro produjo un álbum y recorrió varios estados por autobús. De 1974 a 1978, asistió al Cincinnati Bible College, una universidad cristiana en Ohio. En este tiempo, trabajaba en un garaje de estacionamiento para ayudar a pagar sus estudios.
Entre 1975 y 1978, fue el director Musical en la iglesia Erlanger United Methodist Church, en Erlanger, Kentucky.

### Carrera musical
Mullins tenía un talento musical distintivo, tanto como intérprete, como compositor. Sus composiciones mostraban una distinción de dos maneras: una instrumentación inusual (a veces sorprendente), y letras complejas que habitualmente empleaban metáforas elaboradas.
Mientras Rich trabajaba en los "Zion Ministries" a finales de los 70's, escribió una canción llamada "Sing Your Praise To The Lord", que fue grabado por la cantante Amy Grant en 1982 y se convirtió en un éxito inmediato en la radio cristiana.
En la década de los 80's se mudó a Nashville, Tennessee, para comenzar grabaciones musicales profesionales. Durante este tiempo se estaba comprometido y había compuesto la canción "Doubly Good To You" para la boda con su novia; sin embargo, su prometida rompió con el compromiso, y en un momento dado Mullins escribió Damascus Road
En 1988, Mullins se trasladó a Wichita, Kansas, donde en 1991, se matriculó como estudiante en la Friends University y estuvo viviendo con su mejor amigo, David Strasser, quien era director del ministerio musical de alabanza en la West Evangelical Free Church.  Posteriormente se graduó con un B. A. en Educación Musical el 14 de mayo de 1995.
Después de su graduación, él y McVicker Mitch se mudaron a una reserva en Navajo, Tse Bonito, Nuevo México para enseñar música a niños. Destacaría como uno de los principales promotores de Compassion International y Compassion USA.
Mullins hizo la mayor parte de su composiciones e interpretaciones en piano y guitarra acústica, pero también tenía un talento prodigioso para instrumentos poco conocidos. Mostró habilidades virtuosas para en el martillado y el dulcémele de los Apalaches (en canciones como "Calling Out At Your Name" y "Creed") y para el tin whistle irlandés (en Why do the nations rage?, "Boy Like Me / Man Like You" y "The Color Green").
En 1992, Mullins se unió a otros músicos cristianos para participar en un álbum en homenaje a Keith Green, el cual se tituló "No Compromise: Remembering the Music of Keith Green" y se publicó bajo el sello discográfico de Sparrow Records. Rich realizó la versión de la canción "You Are the One".
En 1993, Mullins reunió a un grupo de músicos de Nashville (incluyendo Jimmy Abegg, Beaker, Crockett Billy, Phil Madeira, Rick Elias, y Smith Aaron) para formar el grupo "A Ragamuffin Band" cuyo nombre fue inspirado en el libro The Ragamuffin Gospel" por Brennan Manning. La banda grabó el álbum "A Liturgy, a Legacy, & a Ragamuffin Band" que más tarde sería nombrado y considerado "el tercer mejor álbum cristiano de todos los tiempos" por la revista CCM.
Su fe cristiana puede ser entendida por una cita que dio en un concierto poco antes de su muerte, afirmando:
"Jesús dijo que cualquier cosa que hagas al más pequeño de mis hermanos, me lo has hecho a mí, y esto es lo que he llegado a pensar: que si me quiero identificar plenamente con Jesucristo, quien afirmó que es mi Salvador y Señor, la mejor forma de hacerlo es identificándome con los pobres. Esto, lo sé, irá en contra de las enseñanzas de todos los predicadores evangélicos populares, pero ellos están mal. No son malos, simplemente están en lo incorrecto. El cristianismo no se trata de construir un pequeño nicho totalmente seguro en el mundo donde se pueda vivir con tu pequeña esposa perfecta y tus pequeños hijos perfectos en una casita pequeña y hermosa en la que no tengas homosexuales u otros grupos minoritarios en algún lugar alrededor de ti. El cristianismo se trata de aprender a amar como Jesús amó, y Jesús amó a los pobres y Jesús amó a los quebrantados..."
En 1997, Mullins, junto con Beaker y Mitch McVicker compusieron un musical inspirado en la vida de San Francisco de Asís, a quien Mullins le guardaba mucho respeto.

### Muerte
El 19 de septiembre de 1997, Mullins y su amigo Mitch McVicker viajaban hacia el sur del país (por la autopista que lleva al norte de Bloomington, Illinois) para presentarse en un concierto benéfico en Tabor College en Hillsboro, Kansas, cuando su Jeep se volcó. Los dos músicos no tenían colocado el cinturón de seguridad y ambos fueron expulsados del vehículo.  Enseguida, un camión de semirremolque que iba de paso viró bruscamente para tratar de evitar el Jeep volcado. Mullins, estaba gravemente herido para moverse fuera de la ruta del camión que se aproximaba, por lo que fue golpeado y murió instantáneamente en el lugar. Su amigo McVicker tuvo graves lesiones, pero sobrevivió.
Su funeral fue abierto al público y tuvo una reunión masiva. El cuerpo de Mullins está enterrado en el cementerio de Harrison Township en Hollansburg, Ohio, junto a los cuerpos de su padre y su hermano, quienes murieron cuando era niño.
Poco antes de su muerte, Mullins había estado trabajando en otro proyecto musical que iba a ser un álbum con un concepto basado en la vida de Jesucristo, y se iba a llamar "Ten Songs About Jesus". El 10 de septiembre de 1997, nueve días antes de su muerte, Mullins había hecho una grabación en un micro casete de las canciones del álbum en una iglesia abandonada. Esta cinta fue lanzada como disco 1 del álbum "The Jesus Record", que ofreció nuevas grabaciones de las canciones en el disco 2, por el grupo A Ragamuffin Band, con vocalistas invitados como Amy Grant, Michael W. Smith, Ashley Cleveland, y Keaggy Phil.

## Legado musical
Tras su muerte, las ganancias de sus giras y la venta de cada uno de sus álbumes se encomendaron a su iglesia, la cual las dividió en el salario promedio en los EE. UU. durante ese año, y dando el resto a obras de caridad.
En 1998, se lanzó un álbum tributo musical, que fue nombrado "Awesome God: A Tribute to Rich Mullins". Éste contenía canciones favoritas de Mullins que fueron reinterpretados por otros músicos, incluyendo a Amy Grant, Michael W. Smith, Chris Rice, Jars of Clay, Kevin Max, Ashley Cleveland y Caedmon's Call.
Actualmente, Color Green Films y Kid Brothers of St. Frank Co.. están desarrollando un largometraje completo, así como un documental basado en la vida de Mullins y su legado musical. El largometraje, titulado actualmente Ragamuffin, se terminó de rodar en octubre de 2012.
Otros muchos artistas han hecho covers de sus canciones, incluyendo Five Iron Frenzy, Amy Grant, Carolyn Arends, Jars of Clay, Michael W. Smith, John Tesh, Chris Rice, Rebecca St. James, Hillsong United, Third Day, entre otros.

## Discografía

### Álbumes en solitario
- Behold the Man (1981)
- Rich Mullins (1986)
- Pictures in the Sky (1987)
- Winds of Heaven, Stuff of Earth (1988)
- Never Picture Perfect (1989)
- The World as Best as I Remember It, Volume One (1991)
- The World as Best as I Remember It, Volume Two (1992)
- Canticle of the Plains (1997)
- The Jesus Record

### ConA Ragamuffin Band
- A Liturgy, a Legacy, & a Ragamuffin Band (1993)
- Brother's Keeper (1995)
- The Jesus Record (1998, póstumo)

### Compilaciones
Sus canciones más conocidas y sobresalientes se han juntado en varios discos póstumos recopilatorios:
- Songs (1996)
- Songs 2 (1999)
- Here in America (2003)

### Sencillos
- "A Few Good Men" (1986) - #12 en la radio cristiana de E.U.A.
- "Verge of a Miracle" (1987) -	#5 en la radio cristiana de E.U.A.
- "Screen Door"	1987 -	#2 en la radio cristiana de E.U.A.
- "Pictures in the Sky" (1987)	- #4 en la radio cristiana de E.U.A.
- "Awesome God" (1988)  -  #1 en la radio cristiana de E.U.A.
- "The Other Side of the World" (1989)  -  #13 en la radio cristiana de E.U.A.
- "If I Stand" (1989) -  #8 en la radio cristiana de E.U.A.
- "Such a Thing as Glory" (1989)	- #9 en la radio cristiana de E.U.A.
- "My One Thing" (1990)	-  #1 en la radio cristiana de E.U.A.
- "While the Nations Rage" (1990) - #2 en la radio cristiana de E.U.A.
- "Alrightokuhuhamen" (1990) - #4 en la radio cristiana de E.U.A.
- "Somewhere" (1991) - #8 en la radio cristiana de E.U.A.
- "Boy Like Me/Man Like You" (1991) - #16 en la radio cristiana de E.U.A.
- "Where You Are"  (1992) - #3 en la radio cristiana de E.U.A.
- "Sometimes by Step"  (1992) -  #19 en la radio cristiana de E.U.A.
- "Creed" (1994)	- #9 en la radio cristiana de E.U.A.
- "Hard" (1994)
- "Let Mercy Lead" (1995)
- "Sing Your Praise To The Lord" (1996) - #20 en la radio cristiana de E.U.A.
- "My Deliverer" (con A Ragamuffin Band) (1998) - #13 en la radio cristiana de E.U.A.

## Premios
| Premio          | Año            | Categoría                      | Resultado |
| --------------- | -------------- | ------------------------------ | --------- |
| GMA Dove Awards | 1998 (póstumo) | Artista del Año                | Ganador   |
| GMA Dove Awards | 1999 (póstumo) | Canción del Año "My Deliverer" | Ganador   |
| GMA Dove Awards | 1999 (póstumo) | Compositor del Año             | Ganador   |

- Esta obra contiene una traducción parcial derivada de «Rich Mullins» de Wikipedia en inglés, publicada por sus editores bajo la Licencia de documentación libre de GNU y la Licencia Creative Commons Atribución-CompartirIgual 4.0 Internacional.